# Tower Records
Tower Records est une chaîne de magasins de disques américaine dont le siège social se trouve à West Sacramento, Californie. 
Tower a été créé en 1960 par Russell Solomon (en) à Sacramento. Le premier magasin a été baptisé d'après une salle de cinéma voisine. Sept ans plus tard, Solomon ouvrit son premier magasin à San Francisco dans une ancienne épicerie à l'angle de Bay et Columbus streets. 
Tower fut par la suite une chaîne internationale avec des magasins en Angleterre, en Israël, en Colombie, en Écosse et dans les Émirats arabes unis. 
La chaîne a été implantée un temps au Japon, mais ces magasins furent par la suite indépendants.
Elle mit un terme à ses magasins physiques en 2006 et n'est plus présente que par son site web tower.com.

## Histoire

### Création, extension et description
En 1960, Russell Solomon a ouvert le premier magasin Tower Records à Broadway, à Sacramento, en Californie. En 1976, Solomon avait ouvert Tower Books, Posters, and Plants au 1600 Broadway, juste à côté de Tower Records. Le site Tower.com a ouvert ses portes en 1995, faisant de l’entreprise l’un des premiers détaillants à se déplacer en ligne.  
En plus des disques compacts et des cassettes , ces magasins vendaient des DVD, des gadgets électroniques tels que lecteurs MP3, jeux vidéo, accessoires et jouets. Quelques magasins Tower Records louent des livres, tels que ceux de Brea , Mountain View et Sacramento, en Californie, Austin , Boston, Massachusetts , Nashville , New York, Portland, Oregon et Seattle .
Sept ans après sa fondation, Tower Records s’étend à San Francisco, ouvrant un magasin dans ce qui était à l’origine une épicerie à Bay Street et Columbus Avenue. En 1979, Tower Records commence ses activités au Japon en tant que branche japonaise de MTS Incorporated.  L'année suivante, Sapporo Store, le premier au Japon, a ouvert ses portes. La chaîne finit par s'étendre à l'international pour inclure des magasins au Japon, au Royaume-Uni, au Canada, à Hong Kong, à Taiwan, à Singapour, en Corée du Sud, en Thaïlande, en Malaisie, aux Philippines, en Irlande, en Israël, aux Émirats arabes unis, au Mexique, en Colombie, en Équateur et en Argentine.  Au Japon, les magasins Tower Records se séparent de la chaîne principale et sont désormais indépendants. Le plus célèbre des magasins Tower Records a ouvert ses portes en 1971 à l'angle nord-ouest de Sunset Boulevard et de Horn Avenue à West Hollywood.   
À New York, Tower Records exploitait une série de magasins à Broadway et dans ses environs, dans l’East Village .  Le magasin principal était situé au coin sud-est de East 4th Street et Broadway.  L'annexe Tower Records se trouvait dans le même bâtiment, situé au coin sud-ouest de East 4th et de Lafayette Street.  Le troisième magasin, Tower Video, était situé au coin sud-est de East 4th et de Lafayette Street. Il se spécialisait dans la vidéo. Le deuxième étage de ce magasin vendait également des livres. Leur emplacement sur l' Upper West Side , près du Lincoln Center sur 66th Street et Broadway, attirait énormément ceux qui travaillaient dans le domaine du théâtre musical.
Le site de Nashville sur West End Avenue (en face de l’Université Vanderbilt ) se trouvait chez un ancien concessionnaire Packard. La devanture de la salle d'exposition était consacré aux CD, aux cassettes et au vinyle. L’arrière était destiné à la location de vidéocassettes, de jeux vidéos, de console ainsi que de musique. Le centre commercial à côté contenait un Tower Books a part. Le lieu était célèbre pour ses activités nocturnes du lundi soir, lorsque le personnel a commencé à sonner les ventes des nouvelles sorties.  En raison de la proximité du magasin avec Music Row , des stars de la musique country peuvent parfois y jouer ou faire leurs achats.
Dans le cadre d'un accord conclu en 2002 avec 41 États sur la fixation des prix des disques compacts, Tower Records, ainsi que les détaillants Musicland et Trans World Entertainment , ont accepté de payer une amende de 3 millions de dollars. On estime qu'entre 1995 et 2000, les clients ont été surtaxés de près de 500 millions de dollars et jusqu'à 5 dollars par album.  
En 2005, la société a commencé à utiliser des stations de lecture et d’écoute dans ses magasins.  Ces stations permettaient aux clients d’écouter des échantillons audio de CD et de rechercher des chansons, des albums et des artistes particuliers. Ce modèle de station d’écoute est toujours utilisé par la chaîne Zia Records, en Arizona.  
En 2006, la société a lancé le programme Tower Insider. Le programme était gratuit et permettait à un client de recevoir une carte de membre pouvant être numérisée à chaque achat, lui permettant ainsi de recevoir des coupons et de recevoir des offres spéciales par courrier électronique.  [ citation nécessaire ]

### Tour Pulse!  Magazine
En 1983, la société a commencé à publier un magazine de musique, Pulse!  , qui contenait des revues de disques, des interviews et de la publicité. Au début, il a été donné gratuitement dans leurs magasins pour promouvoir leurs ventes record.  Après neuf ans, en 1992, le magazine a commencé la distribution nationale avec un prix de couverture de 2,95 $, mais il a été annulé lorsque la société a cessé ses activités aux États-Unis.  De 1983 à décembre 2002, Tower Records l’a publié tous les mois, pour un total de 222 numéros.

### Faillite
Tower Records a fait faillite pour la première fois en 2004 (chapitre 11). Les facteurs cités sont la lourde dette contractée au cours de son expansion agressive dans les années 90, la concurrence croissante des discounters de masse et le piratage sur Internet. La mauvaise gestion, l'incompétence de la direction et les restrictions paralysantes du premier accord de faillite ont également contribué à la disparition de Tower.  
Certains observateurs ont adopté une vision pragmatique. Robert Moog, l'inventeur du synthétiseur Moog, a déclaré: "Je suis désolé si les ventes de Tower Records et de Blockbuster ont dégringolé. Par contre, il n'y a pas si longtemps, ces chaînes de mégastores ont conduit beaucoup de disquaires de quartier hors des affaires. "  
En février 2004, la dette était estimée entre 80 et 100 millions de dollars avec des actifs d'un peu plus de 100 millions de dollars.
Le 20 août 2006, Tower Records a déposé pour la deuxième fois une faillite en vertu du chapitre 11, afin de faciliter l’achat de la société avant la période des Fêtes.  

### Liquidation
Un magasin Tower Records en liquidation à Portland, en Oregon .
Le 6 octobre 2006, Great American Group a remporté une vente aux enchères des actifs de la société et a entamé une procédure de liquidation le lendemain.  Cela incluait des ventes hors du marché dans tous les établissements de US Tower Records, dont le dernier s’est fermé le 22 décembre 2006. Le site Web de Tower Records a été vendu séparément.  
Les gérants de fye, une chaîne de magasins de musique basée dans des centres commerciaux, avaient négocié un accord en vue de l’acquisition des deux sites historiques de Tower Records, situés à Sacramento. Fye a ensuite fait marche arrière, déclarant que les "baux ne sont pas ce que nous pensions être". Fye a effectivement acquis le bail du magasin West End Avenue à Nashville  qui a finalement été fermé en 2011. Il a également repris Tower Records à Torrance , qui a continué à fonctionner jusqu’au début de 2016.
Rasputin Music, un magasin de musique et de vidéos récent et usagé basé dans la région de la baie de San Francisco , a pris de l'expansion dans la vallée centrale de la Californie en acquérant les anciens magasins Tower Records à Fresno et Stockton .